# Álex O'Dogherty
Alejandro O'Dogherty Luy (San Fernando, 7 de març de 1973) és un actor i humorista espanyol d'ascendència irlandesa, popular per interpretar els papers d'Arturo Cañas Cañas a la sèrie Camera Café, del policia municipal Alfredo Escobar «Caracolo» a Doctor Mateo i alcalde a la sèrie Olmos y Robles.

## Biografia

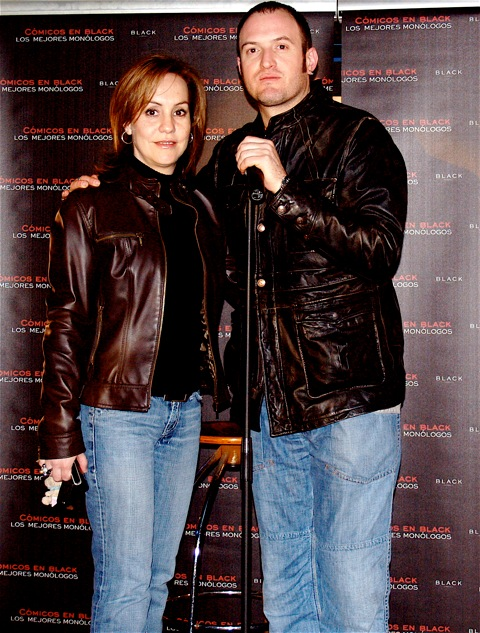
Álex O'Dogherty a Black Cambrils el 2011

Quan era nen vivia amb els seus pares, Luis i Amalia, els seus tres germans i la seva tia. Té dos nebots: Luis i Carmen. A l'institut IES Isla de León, quan va decidir ser actor, va estar en el taller de teatre. Quan va acabar el B.U.P., va decidir anar-se als Estats Units, a la localitat de Leoti, a Kansas, on va estudiar C.O.O.. Va tornar a Espanya, i va estudiar durant un any filologia, però després va decidir mudar-se a Londres, Regne Unit, on tan sols va trobar un treball: doblegant samarretes per a Benetton. També va començar a cantar al Metro de Londres al costat d'un amic.
Amb 20 anys, va tornar a Espanya sense tenir encara clara la seva vocació, però el seu pare li va donar un fullet del Centre Andalús de Teatre, on va fer les proves i va resultar acceptat. Allí va estar quatre anys en què va haver-hi cant, ball, interpretació... A partir d'aquí va començar la seva carrera com a actor. També ha format part de la pedrera de monologuistes de Paramount Comedy.

## Trajectòria

### Carrera musical
- Banda de la María:

FVa ser fundada en 1997, l'any 2003 es va estrenar el seu disc. Aquesta banda ha arribat a fer actuacions en llocs com Stavanger (Noruega); Coïmbra (Portugal); Marti (Marroc) o París.
- Compositor:
  - 1997: Compusà la música per l'espectacle de teatre, La Jácara.
  - 2000: Compusà la música per l'obra teatral El triciclo.
  - 2003: Per l'obra de teatre 405.
  - També creà la B.S.O. de la pel·lícula Las huellas que deja el mar.
  - Autor de la música de: Quijotadas, en 2005.
  - Compositor de la nova sintonia del programa d'Onda Cero La parroquia del monaguillo 2013.

### Carrera teatral
- Pallassos sense Fronteres: Va treballar en aquesta ONG, durant 3 anys, des de 1995, fins a 1998, va anar a llocs com, Sarajevo, els Territoris Palestins o Sàhara Occidental.
- La jácara, a part de compondre la música per a aquesta obra de teatre, va treballar en ella, va ser el seu debut professional.
- Los toros en 1830: obra de Salvador Távora (1999).
- El desahucio de las almas (2001): Cabaret musical, interpretat per La Banda de María.
- Y tú, ¿de qué te ríes? primer espectacle en solitari, 2001. D'antuvi pretenia ser un monòleg per a Paramount Comedy, però va decidir passar-ho al teatre, va haver-hi prop de 200 funcions.
- The Donkey Show, traducció i adaptació, en 2003
- Las marionetas del pene, 2003.
- Por los pelos, obra amb Loles León en la que Álex fa d'Inspector de policia 2007-2008.
- Arte, 2008.
- The Hole Show, 2012.
- The Hole 2, 2013-2016.

### Carrera televisiva
- Corta el rollo, (1998).
- Zona 2, (1999).
- Pleno al 15, (1999).
- Robles, investigador (2000).
- Padre Coraje (2000).
- María la Portuguesa (2001).
- Esencia de poder (2001).
- Policías (2001).
- Acosada (2001).
- Puerto de los milagros (2001)
- Un paso adelante (2002).
- Ana y los 7 (2002).
- El comisario (2003).
- Manos a la obra (2003).
- Hospital Central (2003).
- Art Heist (2003).
- "El ministerio del tiempo" (2020)
- Manolito Gafotas (2003).
- La sopa boba (2004).
- El inquilino (2004).
- Capital (2004).
- Noche sin tregua (2005).
- Aquí no hay quien viva (2005).
- Motivos personales (2005)
- Camera Café (2005-2009).
- Los hombres de Paco (2006).
- Sin tetas no hay paraíso (2008).
- Doctor Mateo (2009-2011).
- Se hace saber (2013-2014)
- Sopa de gansos (2015)
- Olmos y Robles (2015-2016)
- Tu cara me suena (2016): Invitat a la gala 7
- Espinete no existe (2016): Invitat al programa 1

### Carrera com a director (cinema)
- Tocata y fuga: (2005), curtmetratge.

### Carrera a la ràdio
- El público (2003-2004), programa de Canal Sur Radio.

### Carrera al cinema
- 1999:
  - Pleno al 15
- 2000:
  - El factor Pilgrim
  - El portero
- 2002:
  - María la portuguesa
  - Semana Santa
  - El traje
- 2003
  - Una pasión singular
  - Noviembre
  - Astronautas
  - Acosada
- 2004
  - Golpe maestro
  - María querida
  - Recambios
  - Lobo
  - Las huellas que devuelve el mar
- 2005
  - El mundo alrededor
  - El reino de los cielos
- 2006
  - AzulOscuroCasiNegro
  - Moscow Zero
  - Los Managers
  - Alatriste
  - Cabeza de perro
  - ¿Por qué se frotan las patitas?
- 2007
  - Salir pitando
- 2008
  - Open Graves
  - Mortadelo y Filemón. Misión: Salvar la Tierra
- 2012
  - A Puerta Fría
- 2014
  - Pancho, el perro millonario
  - Operasiones espesiales
- 2015
  - La luz con el tiempo dentro
  - Felices 140